# کریستر لیندارو
کریستر لینداروْ (سوئدی: Christer Lindarw؛ زادهٔ ۳ مارس ۱۹۵۳) بازیگر و طراح لباس اهل سوئد است.
از فیلم‌ها یا مجموعه‌های تلویزیونی که وی در آن‌ها نقش داشته‌است، می‌توان به آوگوست استریندبری: یک عمر اشاره نمود.